# H∞-керування
H на нескінче́нності або {\displaystyle {\mathcal {H}}_{\infty }} — метод теорії керування для синтезу оптимальних контролерів. Метод є оптимізаційним, що має 
справу із строгим математичним описом передбачуваної поведінки замкненої системи і її стійкості. Метод примітний своєю строгою математичною базою, оптимізаційним характером і застосовністю як до класичного, так і надійного керування.
{\displaystyle {\mathcal {H}}} є нормою в просторі Гарді. «Нескінченність» говорить про виконання мінімаксних умов в частотній області. {\displaystyle {\mathcal {H}}_{\infty }}-норма динамічної системи, дорівнює максимальному підсиленню системи по енергії. У разі MIMO-систем вона дорівнює максимальному сингулярному значенню передавальної функції системи, у разі SISO-систем вона дорівнює максимальному значенню амплітуди її частотної характеристики.

## Постановка задачі
Спочатку система повинна бути приведена до стандартного вигляду:
Об'єкт управління P має два входи, дві зовнішні дії w, які включають сигнал завдання і збурення. Контрольована змінна позначена u. Це вектор вихідних сигналів системи, що складається з сигналу похибки z, який треба мінімізувати і зміряна змінна v, яка використовується в контурі керування. v використовується в До для підрахунку змінної u.
Рівняння системи:
{\displaystyle {\begin{bmatrix}z\\v\end{bmatrix}}=P(s)\,{\begin{bmatrix}w\\u\end{bmatrix}}={\begin{bmatrix}P_{11}(s)&P_{12}(s)\\P_{21}(s)&P_{22}(s)\end{bmatrix}}\,{\begin{bmatrix}w\\u\end{bmatrix}}}
{\displaystyle u=K(s)\,v}
Таким чином можливо виразити залежність z від w:
{\displaystyle z=F_{l}(P,K)\,w}
й далі:
{\displaystyle F_{l}(P,K)=P_{11}+P_{12}\,K\,(I-P_{22}\,K)^{-1}\,P_{21}}
Таким чином, метою {\displaystyle {\mathcal {H}}_{\infty }}-керування є синтез такого контролера K, {\displaystyle F_{l}(P,K)}, який мінімізував би {\displaystyle {\mathcal {H}}_{\infty }}-норму системи. Те ж стосується й {\displaystyle {\mathcal {H}}_{2}}-керування . Норма на нескінченності матриці {\displaystyle F_{l}(P,K)} визначається як:
{\displaystyle ||F_{l}(P,K)||_{\infty }=\sup _{\omega }{\bar {\sigma }}(F_{l}(P,K)(j\omega ))}
де {\displaystyle {\bar {\sigma }}} — максимальне сингулярне значення матриці {\displaystyle F_{l}(P,K)(j\omega )}.